# Въртешево
Въртешево е историческо село в България, сега квартал на град Кюстендил. През 1953 година село Въртешево е присъединено към село Грамаждано. От средата на 1980-те години е квартал на град Кюстендил.

## География
Квартал Въртешево се намира в западната част на Кюстендил, в североизточните поли на планината Осогово, на шосето Кюстендил-Гюешево.

## Население на село Въртешево (1866 – 1953)
| Година    | 1866 | 1880 | 1892 | 1900 | 1910 | 1920 | 1926 | 1934 | 1946 |
| Население | 67   | 62   | 84   | 71   | 96   | 99   | 114  | 135  | 145  |

## История
Въртешево е старо средновековно селище. В турски данъчни регистри от 1570 г. е записано под името Вертешево, а в турски документи от 1576 г. като Виртешова и Виртешево към кааза Ълъджа (Кюстендил). В руска триверстова карта от 1878 г. е означено като Въртешево.
През 1893 г. селото има 2099 декара землище, от които 1328 дка ниви, 160 дка лозя, 148 дка овощни градини, 215 дка естествени ливади, 237 дка гори и се отглеждат 52 овце, 67 говеда и 49 коня. Основен поминък на селяните са земеделието и животновъдството. Развиват се домашните занаяти. Част от мъжете работят в мините в Перник.
Електрифицирано е през 1943 г. През 1959 г. землището на селото е включено в състава на ДЗС „Кюстендилска комуна“, филиал с център с. Жиленци, а по късно – в АПК „Осогово“. Селото се модернизира и благоустроява.
Днес Въртешево е модерен жилищен квартал с красиви частни и обществени сгради.

## Обществени институции
- „Читалище „Надежда“ – гр. Кюстендил, кв. Въртешево;

## Личности
Родени във Въртешево
- Петър Ников (1884 – 1925), учител, адвокат. След атентата в църквата „Света Неделя“, София, е арестуван и убит в Дирекция на полицията – София през май 1925 г.